# Killing Kennedy
Killing Kennedy (conocida en Latinoamérica como ¿Quién mató a Kennedy? o Matar a Kennedy) es una película para televisión realizada en Estados Unidos en el 2012, basada en la novela homónima de Bill O’Reilly y Martin Dugard, que fue emitida por National Geographic Channel el 10 de noviembre de 2013. Rob Lowe interpreta al presidente John F. Kennedy.

## Reparto
- Rob Lowe como John F. Kennedy
- Jack Noseworthy como Robert F. Kennedy
- Ginnifer Goodwin como Jacqueline Kennedy.
- Michelle Trachtenberg como Marina Oswald Porter.
- Will Rothhaar como Lee Harvey Oswald.
- Casey Siemaszko como Jack Ruby.
- Francis Guinan como Lyndon Johnson.